# Sphinctogonia bicolorata
Sphinctogonia bicolorata är en insektsart som beskrevs av Young 1986. Sphinctogonia bicolorata ingår i släktet Sphinctogonia och familjen dvärgstritar. Inga underarter finns listade i Catalogue of Life.